# Secret Love Song
Singles de Little Mix
Love Me Like You
(2015) Hair
(2016)
Singles par Jason Derulo
Get Ugly
(2015) Naked
(2016)
Secret Love Song est une chanson du groupe britannique Little Mix en duo avec le chanteur américain Jason Derulo, sortie le 3 février 2016 et apparaît sur leur troisième album Get Weird, co-écrite par Jez Ashurst, Emma Rohan, et Tich et produite par Jayson DeZuzio. Il s'agit d'une ballade composée de basses percutantes et de cordes mélancoliques. Les critiques musicaux sont mitigés, mais félicitent le groupe pour sa performance vocale.
C'est une ballade d'inspiration pop, dont les paroles parlent d'amour interdit et non réciproque. Elle est interprétée de différentes manières, le couplet de Derulo évoquant son expérience personnelle d'une liaison réelle. La chanson est considérée comme un hymne gay et est citée comme aidant les gens à faire face à leur propre sexualité et à leurs sentiments. Le groupe dédie cette chanson à la communauté LGBTQ+, un drapeau de la fierté étant déployé à chaque concert.

## Contexte
En juillet 2015, Jesy Nelson déclare que le troisième album Get Weird, contient une chanson « qui est peut-être un single que nous n'avons jamais fait auparavant ». Perrie Edwards ajoute également : « Et il peut avoir ou ne pas avoir une voix supplémentaire.... ». Secret Love Song est une chanson écrite par Jez, Ashurst, Emma Rohan et Tich et produite par Jayson DeZuzio. Le groupe envoie la chanson à Jason Derulo, qui réagit positivement et écrit plus tard son propre couplet. L'enregistrement de la chanson se déroule entre un studio à Los Angeles et à Londres.
La décision de Derulo de collaborer avec le groupe est influencée par une reprise : les présentateurs du Hit 30, Angus O'Loughlin et Ash London, lui font écouter la reprise par le groupe de son single de 2015 Want to Want Me dans le cadre de l'émission Live Lounge de BBC Radio 1 en juillet 2015. Il réagit positivement et dit comprendre pourquoi la reprise est devenue une vidéo virale. Une suite de la chanson au piano, Secret Love Song Pt. II, est incluse dans la version deluxe de l'album.

## Composition
Il s'agit d'une ballade pop lente. Elle se compose d'une basse percutante et de cordes mélancoliques. Derulo utilise le vibrato et l'auto-tune pour chanter le deuxième couplet de la chanson. Nelson chante la note aiguë pendant le pont.
Les paroles décrivent un amour non réciproque et interdit. Edwards explique que les paroles parlent « d'être avec quelqu'un et de vouloir le crier sur tous les toits, mais de devoir se retenir ». Selon Derulo, son couplet sert de rebondissement à la chanson, en évoquant son expérience personnelle d'une liaison : « J'ai raconté une histoire vraie à propos d'une fille que j'aime beaucoup, mais qui a un petit ami, et nous continuons à faire notre truc ». Certains critiques considèrent que la chanson représente les difficultés des couples LGBT qui ne peuvent pas montrer leur affection en public, et les fans du groupe l'ont qualifiée d'hymne gay involontaire. La chanson est également citée comme aidant les gens à faire face à leur propre sexualité et à leurs sentiments.

## Sortie
Le groupe révèle le titre de la chanson le 7 septembre 2015, sur Instagram. Le 13 octobre 2015, elles annoncent la participation du chanteur américain sur Twitter, avant la sortie de leur album le mois suivant. Le 5 décembre 2015, Little Mix confirme sur les réseaux sociaux que la chanson est le troisième single de l'album. Elles dévoilent la pochette du single sur Instagram le 8 janvier 2016.

## Clip
Le clip est réalisé par Frank Borin et filmé au Pont de Londres et au Tower Bridge,. Le clip devait à l'origine mettre en scène un couple homosexuel et un couple interracial. Le 5 novembre 2015, Thirlwall révèle sur Twitter que le groupe imagine le clip pour dépeindre les luttes d'un couple LGBT. Stomp Models exige que les couples soient racontables et émotionnels avec un facteur cool ou branché, et qu'ils agissent avec un sentiment de désir et d'accomplissement. Thirlwall précise que le clip est très différent des précédents visuels du groupe.

## Promotion
Little Mix et Jason Derulo interprètent pour la première fois en direct au Capital Jingle Bell Ball le 5 décembre 2015. Avant de chanter, le groupe présente le titre en disant : « Nous avons une exclusivité pour vous. Nous savons que vous apprécierez une petite surprise. Cette chanson sera notre prochain single. Nous espérons que vous l'apprécierez ». En 2016, elles rejoignent Derulo lors de sa tournée à l'O2 Arena le 5 février 2016 pour interpréter la chanson.

## Certifications
| Pays             | Certification | Unité     | Références |
| ---------------- | ------------- | --------- | ---------- |
| Australie        | 2 × Platine   | 140 000   | [ 22 ]     |
| Brésil           | Platine       | 65 000    | [ 23 ]     |
| Danemark         | Or            | 45 000    | [ 24 ]     |
| Nouvelle-Zélande | Platine       | 15 000    | [ 25 ]     |
| Royaume-Uni      | 2 × Platine   | 1 200 000 | [ 26 ]     |